# ها گئون چان
ها گئون چان (Ha Geun-chan) (هانگول: 하근찬) نویسنده پیشگام مدرن کره جنوبی بود.

## زندگی
Ha Geun-chan در ۲۱ اکتبر ۱۹۳۱ در Yeongcheon، Gyeongsangbuk-do به دنیا آمد و در ۲۵ نوامبر ۲۰۰۷ درگذشت در آن زمان کره تحت حاکمیت استعماری ژاپن بود. او پس از گذراندن خدمت سربازی در سال ۱۹۵۸، کار خود را به عنوان نویسنده آغاز کرد.

## ترجمه
- رنج دو نسل (۲۰۱۳)
- آهنگ بهار، پدر و پسر بدبخت، رنگ ماگورت، در دو مسافر.

## زبان کره ای
رمان‌ها
- دیگ مجلسی (یاهو، ۱۹۷۲)
- بیوگرافی کوتاه وولی (Wollye sojeon، ۱۹۷۸)
- کوه‌ها و دشت‌ها (Sane deure, 1984)
- اژدهای کوچک (Jaggeun yong، ۱۹۸۹).

## جوایز
- جایزه ادبیات کره ای (۱۹۷۰)
- جایزه ادبیات یوسان (۱۹۸۴)